# Masatoshi Kurata
Pour les articles homonymes, voir Kurata.
Masatoshi Kurata (倉田 雅年, Kurata Masatoshi), né le 10 juillet 1939 et mort le 21 novembre 2016, était un politicien japonais du Parti libéral-démocrate et membre de la chambre des représentants de la Diète du Japon. Originaire de Shimizu (préfecture de Shizuoka) et diplômé de l'université de Tokyo, il a été élu pour la première fois en 2000 après un échec en 1996. Il est mort d'un cancer en 2016.